# Transflutrina
Transflutrina es un insecticida piretroide de acción rápida con baja persistencia. Tiene la fórmula molecular C15H12Cl2F4O2.
Transflutrina se puede usar en interiores contra dípteros, mosquitos y cucarachas. Es una sustancia relativamente volátil y actúa como agente de contacto y de inhalación.
Transflutrina, si se usa de forma contraria a las instrucciones del producto, puede causar síntomas de envenenamiento incluyendo nerviosismo, ansiedad, temblores, convulsiones, alergias, estornudos, congestión e irritación. No se conocen antídotos específicos, pero el tratamiento sintomático con antihistamínicos puede ayudar a controlar cualquier alergia.